# Ружњићи
Ружњићи (енгл. UglyDolls, литв. Bjaurios lėlės) америчка, канадска, литванска и кинеска је мјузикл анимација и филмска комедија. Режирала га је Кели Асбери, а продуцент је Роберт Родригез. Филм прати играчке које покушавају да пронађу некога ко ће их усвојити и волети, упркос њиховим манама. Гласове у оригиналу дају Кели Кларксон, Ник Џонас, Џанел Моне, Блејк Шејтон, Ванг Лихом, Питбул, Ванда Сајкс, Габријел Иглесијас, Ема Робертс, Биби Рекса и Чарли Екс-Си-Екс.  
Синхронизацију на српском језику радили су Сара Јовановић, Иван Јовић, Славен Дошло, Јелена Јовичић, Борис Миливојевић, Душица Новаковић, Бојан Перић и Марко Гверо. 
Филм је премијерно емитован у Сједињеним Америчким Државама 3. маја 2019. Добио је многе критике. Доживео је и финансијски неуспех, када је зарада износила 32,5 милиона долара, а буџет 45–53 милиона долара. Премијерно је филм емитован у Србији 9. маја 2019.

## Радња
У Ружњограду, Мокси и њен пријатељ Ружњић сваки дан славе живот и његове бескрајне могућности. Становници Ружњограда повремено гледају у небо изнад њиховог града, у ишчекивању да ће се појавити нови Ружњић ког ће примити у своју заједницу. Једног дана Мокси одлучује да открије шта се налази са друге стране Ружњограда, а у томе је подржавају пријатељи. Тамо отривају нови свет под називом Савршенство. Тамо се суочавају са тиме шта значи бити другачији, боре се са својом жељом да буду вољени и коначно ће сазнати ко су заиста.

## Улоге
| Глумац                    | Улога         |
| ------------------------- | ------------- |
| Кели Кларксон (глас)      | Мокси         |
| Ник Џонас (глас)          | Лу            |
| Џанел Моне (глас)         | Менди         |
| Блејк Шејтон (глас)       | Окси          |
| Питбул (глас)             | Ружни пас     |
| Ванда Сајкс (глас)        | Вага          |
| Ванг Лихом (глас)         | Срећан шишмиш |
| Габријел Иглесијас (глас) | Бабо          |
| Ема Робертс (глас)        | Вадгедех      |
| Биби Рекса (глас)         | Уторак        |
| Чарли Екс-Си-Екс (глас)   | Кити          |

## Емитовање
Ружњићи су првобитно требали да буду емитовани 10. маја 2019, али су касније померени за 3. мај како би се избегла конкуренција са Покемон: Детектив Пикачу.
Студио је потрошио око 40 милиона долара на промоције и рекламе за филм.

### Медији у Сједињеним Америчким Државама
Ружњићи су објављени на Digital copy 16. јула 2019, а на ДВД-у и Блу-реј диску 30. јула 2019. године.

## Популарност
Ружњићи су зарадили 20,2 милиона долара у Сједињеним Америчким Државама и Канади, и 11,2 долара на осталим територијама, укупно 31,4 милиона долара широм света.
У Сједињеним Америчким Државама и Канади, Ружњићи су зарадили 12-14 милиона долара од 3.652 биоскоп у првом викенду. Филм је првог дана зарадио 2,5 милиона долара, укључујући 300.000 америчких долара од прегледа увече у четвртак. На крају је имао лоше резултате, зарадивши укупно 8,6 милиона долара и овојивши четврто место. Филм је у другом викенду пао 51,8%, прикупивши 4,1 милион долара, а завршио је на седмом месту.

## Критика
Ротен томејтоуз је на основу 85 критика оценио филм са просечном оценом 4,41 од 10. Метакритик је на основу 20 критика оценио филм са просечном оценом 39 од 100, што указује на углавном негативне критике. CinemaScore оценио је филм са просечном оценом Б+, на скали од А до Ф, док је публика на PostTrak оценио филм са 2,5 од 5 звездица и 51% га је препоручило.

## Награде
| Листа награда и номинација | Листа награда и номинација  | Листа награда и номинација | Листа награда и номинација | Листа награда и номинација | Листа награда и номинација |
| Година                     | Награда                     | Категорија                 | Резултат                   | Реф.                       |                            |
| -------------------------- | --------------------------- | -------------------------- | -------------------------- | -------------------------- | -------------------------- |
| 2019                       | Награде по избору тинејџера | Изабрана песма из филма    | Номинација                 | [ 16 ]                     |                            |